# Campaña soviética de los Balcanes
La campaña soviética de los Balcanes es el nombre que reciben el conjunto de operaciones llevadas a cabo por el Ejército Rojo y sus aliados en el flanco sur del Frente Oriental. El objetivo de todas ellas era tanto la expulsión de la Wehrmacht de la península de los Balcanes como, en la medida de lo posible, asegurar el control soviético de los países de la zona de cara al cercano futuro de posguerra.
Las fuerzas soviéticas en la zona, compuestas por el 2.º Frente Ucraniano de Rodión Malinovsky y el 3.er Frente Ucraniano de Fiódor Tolbujin, contaron con ayuda de las tropas profesionales de Rumania y Bulgaria, además de la fundamental colaboración de los partisanos yugoslavos de Josip Broz "Tito", los cuales venían manteniendo una firme resistencia frente a los ocupantes alemanes desde 1941. A mediados de 1944 el sistema alemán de alianzas en los Balcanes se encontraba en una grave situación, debido a la fragilidad de su estructura política y la imposibilidad de la Wehrmacht de poder garantizar la defensa del territorio. De hecho, el Alto mando alemán (OKW) estaba más interesado en poder garantizar la retirada de las fuerzas alemanas de la zona y evitar que se vieran aisladas a consecuencia de los avances soviéticos.
La eventual retirada alemana de Grecia, donde tenían acantonado a un importante número de fuerzas, motivó que el Ejército británico se preparase para el envío de fuerzas que aseguraran el control del país y evitaran que la guerrilla comunista tomase el poder. En medio de la retirada alemana, la intervención británica en Grecia en apoyo de las facciones monárquicas constituyó el preludio del comienzo de la guerra civil griega.

## Antecedentes

### Contexto histórico
En mayo de 1944 el coronel general Rodión Malinovsky, al frente del 2.º Frente Ucraniano, expulsó a los alemanes de los territorios que estos todavía conservaban en la Ucrania soviética, lanzando una primera invasión de los Balcanes junto al general Fiodor Tolbujin, jefe del más pequeño 3.º Frente Ucraniano (que hasta ese mes había estado bajo el mando de Malinovsky). La operación, denominada por la historiografía como 1.ª Ofensiva de Jassy-Kishinev, fracasó debido al éxito de la defensa germano-rumana en la zona de Besarabia.
Varios meses después de este fracaso, el 2 de agosto el alto mando soviético emitió una nueva orden de comenzar la ofensiva en el sur. La directiva, que afectaba al 2.º frente ucraniano de Malinovski y al 3.º de Tolbujin, ponía en marcha una ofensiva que involucraría a cerca de un millón de hombres y una gran cantidad de armamento. La ofensiva debía coordinarse estrechamente con los ataques más al norte donde otros cinco frentes habían alcanzado el Vístula a principios de agosto tras los combates de junio y julio. En las últimas dos semanas los ejércitos del norte habían avanzado cerca de 480 km y se acercaba el momento de detener la ofensiva y preparar el asalto a la capital alemana. Este requería la aniquilación de las poderosas fuerzas alemanas de los flancos, en el Báltico y en los Balcanes. Después de atacar a los tres Grupos de Ejércitos alemanes situados más al norte, le llegó el turno al Grupo de Ejércitos del Sur de Ucrania. Los dos grupos de ejército soviéticos que debían participar en el ataque a las posiciones germano-rumanas habían estado a la defensiva desde la fracasada ofensiva enemiga de mayo alrededor de Iaşi. Debido a los combates que tenían lugar más al norte, la Wehrmacht tuvo que ceder importantes unidades a otros frentes. La posición de los alemanes era delicada, entre la concentración de fuerzas soviéticas y las poco fiables unidades rumanas, cada vez más dispuestas a abandonarles.

### La campaña rumana
El 20 de agosto a las 6:00 a. m. la artillería del 2.º Frente comenzó el ataque previsto, mientras que la del 3.er frente hacía lo propio dos horas más tarde. El primer día las fuerzas soviéticas penetraron bastante las líneas alemanas al noroeste de Iaşi, quince kilómetros a lo largo de un sector de más de veinte, en parte gracias al intenso bombardeó previo que causó graves daños al dispositivo de defensa germano-rumano. A mediodía las unidades acorazadas entraron en acción y alcanzaron la tercera línea de defensa alemana; los intentos de contener el ataque fueron vanos. Al final del primer día de la ofensiva, los soviéticos calculaban las pérdidas enemigas en cinco divisiones y 3000 prisioneros.

La campaña rumana en el norte.

El 22, ante el avance soviético, las unidades cercadas abandonaron Iaşi y comenzaron la retirada hacia el sur, pero los soviéticos ya estaban para entonces cerrando el cerco e impidiéndolas escapar.

El frente rumano de marzo a finales de agosto de 1944. En rojo, los avances de las unidades soviéticas; en amarillo, los de las rumanas; en azul, las unidades del Eje y la situación del frente.

El 23, cinco cuerpos de ejército alemanes se hallaban cercados en la bolsa al este del Prut, diez divisiones se refugiaban en los bosques al sur de Kishiniev y el 3.er ejército rumano se encontraba también completamente rodeado por las fuerzas soviéticas. Las unidades soviéticas no sólo habían alcanzado el Prut, sino que se dirigían rápidamente hacia la «brecha de Focsani» y la capital rumana. El mismo día, un golpe de Estado encabezado por el rey Miguel deponía en Bucarest a Ion Antonescu y se proclamaba la rendición incondicional a los Aliados; el monarca ordenó a las unidades rumanas dejar de combatir a los soviéticos. El cambio de bando rumano facilitó el cruce soviético del Danubio y de los Cárpatos e impidió contener su avance en el sureste europeo. Mientras en la capital se libraban estos combates, los soviéticos cerraban la pinza interior de la bolsa con la unión de sus dos frentes y el 5.º ejército de choque tomaba Kishiniev. Esta bolsa, que trataba desesperadamente de alcanzar la brecha de Focsani antes que las avanzadillas soviéticas, contenía dieciocho divisiones alemanas.
El 26 las autoridades rumanas declaraban la guerra a Alemania. Las dos divisiones alemanas destinadas a cubrir Focsani no pudieron detener el avance de Malinovski, pero dos cuerpos de ejército (70 000 hombres) sí lograron zafarse del cerco soviético por un fallo táctico de los mandos soviéticos, que retiraron una unidad clave para sostener el cerco. Los alemanes trataban de alcanzar los Cárpatos y los soviéticos tuvieron que recurrir a fuerzas de reserva para tratar de impedirlo. A comienzos de septiembre, el alto mando alemán dio el 6.º Ejército por perdido, con cinco cuerpos de ejército y dieciocho divisiones. Los soviéticos calcularon que habían capturado 98 000 prisioneros y causado 100 000 muertos a los alemanes entre el 20 y el 31 de agosto. Para entonces los alemanes carecían ya de fuerzas relevantes en territorio rumano. En esas fechas los soviéticos ya habían tomado Constanta (29 de agosto), se acercaban a la frontera búlgara y se dirigían con dos ejércitos (el 40.º y el 7.º, ambos de guardias) hacia Brasov.
Nuevas órdenes del alto mando soviético supusieron la separación del II y el III Frente soviéticos: mientras este se dirigía hacia Bulgaria manteniéndose al este de Giurgiu, el primero se dividía en dos y enviaba parte de sus fuerzas (los ejércitos 40.º, 7.º y un grupo de caballería mecanizada) a los Cárpatos orientales mientras que otra (los ejércitos 27.º, 53.º y 6.º) se dirigía hacia los Cárpatos meridionales.

## Desarrollo de las operaciones

### Ofensiva en Hungría
Los restos del 8.º ejército alemán, unas tres o cuatro divisiones debilitadas por los combates, no podían sostener la línea defensiva de los Cárpatos meridionales (o Alpes transilvanos) y las ciudades del sur de la región (Brasov, Sibiu, Arad y Timisoara) se hallaban ya en manos del Ejército rumano. Malinovski recibió además el refuerzo de dos ejércitos rumanos (el 4.º y el 1.º) y dos cuerpos de ejército (en total, veinte divisiones) que el Gobierno rumano se vio obligado a poner bajo mando operativo soviético.
Las fuerzas húngaras se encontraban desperdigadas: el 1.er ejército cubría los puertos de montaña entre Dukla y Yablonitsa, mientras que el 2.º se estaba formando y a punto de ser enviado a la zona de más duros combates, la frontera rumano-húngara, donde se concentraron cinco divisiones alemanas y ocho húngaras.

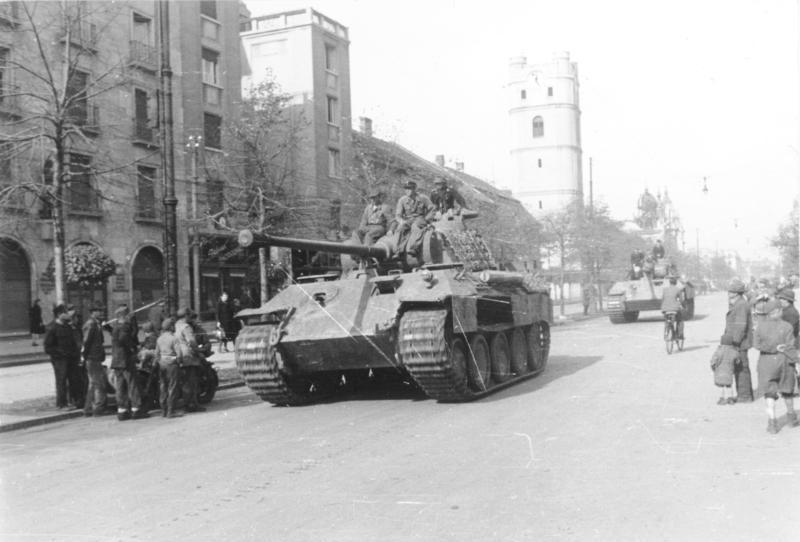
Carros de combate Panzer V "Panther" de la 23.ª División-Panzer en Debrecen, en octubre de 1944.

Después de la defección de Rumania, Malinovsky continuó su avance y cruzó Cárpatos del sur hacia Transilvania. Entró en la Transilvania húngara y entabló combate con las fuerzas germano-húngaras que hay establecidas en la zona. El 5 de septiembre cinco divisiones mixtas germano-húngaras atacaron al 4.º ejército rumano que cubría la falda septentrional de los Alpes transilvanos. Los rumanos tuvieron que retroceder hasta el Muresul y Malinovski hubo de enviar al exhausto 6.º ejército de tanques a reforzar el frente y rechazar el contraataque alemán. Hacia el 12 de septiembre, las fuerzas rumano-soviéticas habían logrado su objetivo. A mediados de mes, Malinovski había expulsado a la mayoría de las fuerzas enemigas del sur de Transilvania.
El 20 de octubre fuerzas conjuntas soviético-rumanas capturaron la ciudad de Debrecen, defendida por una fuerza mixta alemana y húngara. Esto motivó que el OKH alemán concentrara un gran número de tropas, incluyendo batallones de Waffen SS, en Hungría y Budapest para evitar una mayor penetración soviética. De hecho, el intento húngaro por repetir la operación rumana salió mal: Las negociaciones del almirante Miklós Horthy con emisarios soviéticos para intentar alcanzar un armisticio llevó a la intervención de comandos SS en Budapest y, ante la presión alemana, Horthy cedió el poder. El 16 de octubre fue relevado de su puesto por el conde Ferenc Szálasi, líder fascista húngaro, quién se encargaría de mantener a Hungría del lado de los alemanes.

### Defección de Bulgaria
Mientras Malinovsky se dirigía hacia Hungría, Tolbujin se dirigió a Bulgaria con el III Frente Ucraniano. Aunque formaba parte de las fuerzas del Eje, Bulgaria no le había declarado la guerra y mantenía relaciones diplomáticas con la URSS. Los regentes búlgaros buscaron entonces la formación de un Gobierno de unidad, pero los representantes del Frente de la Patria (creado en 1942) rechazan la cooperación con los regentes, quiénes finalmente formarán un Gobierno moderado formado esencialmente por políticos del Partido Agrario. El nuevo gobierno se retira del Pacto Tripartito pero trata de mantener la neutralidad y de no declarar la guerra a Alemania. El 5 de septiembre de 1944, la Unión Soviética declara la guerra a Bulgaria e invade el país. Las tropas soviéticas ocupan el nordeste del país, con los puertos de Varna y de Burgas. El Ejército búlgaro recibe la orden de no oponer resistencia.
En la noche del 8 al 9 de septiembre de 1944 una revolución organizada por Damyan Velchev, un oficial del Ejército miembro del "Zveno", dio el poder a la resistencia del Frente de la Patria con Kimon Georgiev como primer ministro. Bulgaria se rinde el 9 de septiembre y el 10 de septiembre de 1944 declara la guerra a Alemania que intenta, sin éxito, imponer un gobierno títere dirigido por Alejandro Tsankov. Aun así, los soviéticos y británicos exigieron previamente que Bulgaria renunciara al litoral del sur de la región de Tracia (la cual se había anexado en junio de 1941), devolviendo este territorio a Grecia. El Ejército Rojo entró en Sofía el 16 de septiembre ya en calidad de aliado de dos semanas atrás, y las tropas búlgaras le permitieron libre paso por su territorio. Las tropas búlgaras de guarnición en Macedonia se retiraron también hacia las fronteras del Período de entreguerras, a pesar de que algunos oficiales de alta graduación intentaron mantenerse fieles a los alemanes. Entonces el Ejército búlgaro y las tropas soviéticas se concentraron en la antigua frontera búlgaro-yugoslava. El 8 de octubre, entraron en Yugoslavia. Mientras otras fuerzas búlgaras actuaban en el sur de Yugoslavia, el 1.er Ejército Búlgaro continuó con sus operaciones y se desvió hacia el norte, junto al 3.er Frente Ucraniano; a lo largo de los siguientes meses las tropas búlgaras del 1.er Ejército siguieron combatiendo en los frentes del este de Yugoslavia y el suroeste de Hungría, continuando su avance hasta enlazar con el 8.º Ejército británico en Austria, en mayo de 1945, al final de la contienda.

### Grecia y Albania

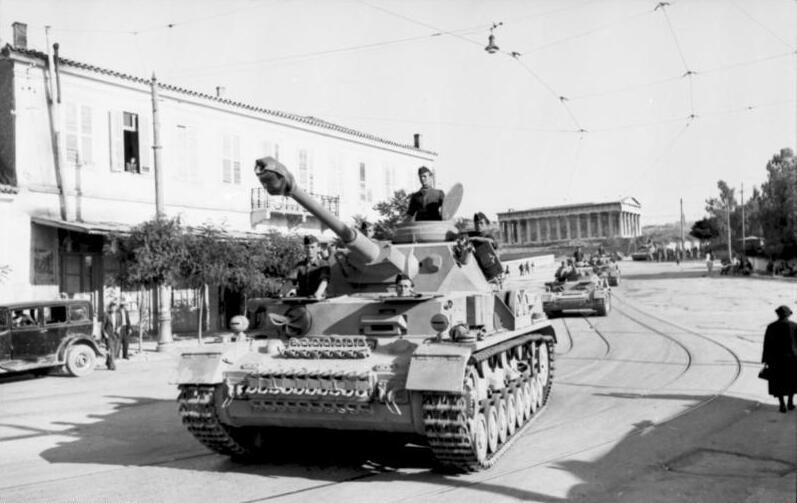
Panzer IV alemán Ausf. G en Atenas en 1943.

Las fuerzas alemanas en Grecia estaban integradas por el Grupo de Ejércitos E de Alexander Löhr, compuesto por 10 divisiones y alrededor de 300.000 hombres. Los comandantes en la zona siguieron con creciente preocupación los avances soviéticos, que habían provocado la defección de Rumania el 23 de agosto y de Bulgaria el 4 de septiembre. Los alemanes comenzaron a evacuar la península griega a comienzos de septiembre, ante la amenaza de que los avances soviéticos cortaran la ruta de escape. El 26 de agosto Hitler había autorizado los planes de evacuación y ya el 2 de septiembre las islas del Egeo comenzaron a ser evacuadas; Rodas fue evacuada el día 12, seguida de la retirada del Peloponeso (27 de septiembre) y la salida de Atenas el 12 de octubre. A finales de octubre los alemanes habían evacuado buena parte del norte de Grecia y ya el día 31 las tropas británicas habían desembarcado en Salónica. El 2 de noviembre el último soldado alemán salió del país heleno. La rapidez de la retirada impidió la evacuación de Creta y otras islas del Egeo; La superioridad aérea y naval de los Aliados hacía prácticamente imposible une evacuación de estas guarniciones que fueron abandonadas a su suerte. Para el 12 de octubre todavía quedaban en Creta y otras islas unos 26.500 efectivos de combate operativos. De hecho, la guarnición alemana de Creta no se rendiría sino hasta el 12 de mayo de 1945.
La retirada alemana se vio fuertemente hostigada por los partisanos griegos, especialmente el paso del XXIII Cuerpo de Montaña por Ioánina. Los alemanes se retiraron a Yugoslavia y Albania, donde siguieron siendo hostigados por los partisanos locales. Los Partisanos albaneses se emplearon a fondo contra los ocupantes germanos, a los que expulsaron de Tirana el 17 de noviembre tras 20 días de combates; Albania fue completamente evacuada por la Wehrmacht el 29 de noviembre. Además de las operaciones militares en su país, también participaron en la liberación Kosovo y el sur de Bosnia-Herzegovina colaborando con las tropas de Tito.
La evacuación alemana de Grecia provocó la inmediata intervención del Ejército británico, dado el interés del primer ministro Winston Churchill de asegurar el control del país y restaurar la monarquía antes de que los guerrilleros comunistas se hicieran con el control el país. El 10 de octubre de 1944, en Moscú, Winston Churchill y Stalin llegaron a un acuerdo sobre el futuro de los países balcánicos posterior a la caída del Tercer Reich alemán. Rumania, al igual que Bulgaria, quedó dentro de la esfera de influencia soviética, mientras que Grecia quedaba en la zona de influencia británica. Los británicos fueron los primeros en convertir el acuerdo (teóricamente militar) en un pacto de control político de la región, con su ataque a la guerrilla bajo control comunista en Grecia, ELAS, en octubre de 1944. Los soviéticos, según su entendimiento del acuerdo, no socorrieron a la guerrilla griega ni la apoyaron mediante propaganda. Ello también daría comienzo a la guerra civil griega, que se alargaría hasta 1949. De hecho, las luchas intestinas de la resistencia griega, y la intervención británica exclusivamente en apoyo de los partidarios monárquicos, impidieron que estos pudieran dedicarse a la persecución de las unidades alemanas en retirada.

### Operaciones en Serbia
En el otoño de 1944, usando bases búlgaras, las tropas de Tolbujin se dirigieron a Yugoslavia en apoyo a los partisanos de Josip Broz Tito. Las fuerzas alemanas en Yugoslavia estaban integradas en el Grupo de Ejércitos F, al mando del mariscal de Campo Maximilian von Weichs. Buena parte de sus fuerzas estaban compuestas por unidades anti-partisanas (de segunda línea), batallones de los Ustachas croatas, la Guardia Estatal Serbia de Milan Nedić, o los Chetniks de Dragoljub Mihajlović. Incluso el 2.º Ejército Panzer agregado al Grupo de Ejércitos era una escuálida unidad, más real sobre el papel que en la realidad. El particular ejército que los partisanos yugoslavos habían organizado tenía para entonces más de trescientos mil hombres, organizados en veintisiete divisiones con sus cuerpos de ejército, brigadas y destacamentos partisanos. Su intensa actividad y resistencia a los ocupantes nazis había obligado a estos a mantener en el país a todo un Grupo de Ejércitos de forma permanente.
El 6 de septiembre de 1944, el Ejército soviético alcanzó las antiguas fronteras yugoslavas. A partir del 28 de septiembre, el Ejército soviético atacó a los alemanes en Yugoslavia, mientras que Tito lograba derrotar a las fuerzas Chetniks que se hallaban distribuidas en Serbia esperando una ofensiva conjunta de soviéticos y partisanos. Las operaciones previas fueron coordinadas entre los soviéticos y el comandante en jefe de los partisanos yugoslavos, el mariscal Tito. Tito llegó a la Rumanía controlada por los soviéticos el 21 de septiembre, y desde allí voló a Moscú, donde se entrevistó con Stalin. La reunión fue un éxito, entre otras cosas porque los dos aliados llegaron a un acuerdo sobre la participación de las tropas búlgaras en la operación que se llevaría a cabo en el territorio yugoslavo. Durante este encuentro, Tito concedió a los soviéticos la autorización para instalarse en el noroeste del país, con el compromiso de abandonarlo una vez finalizadas las operaciones.
Tras el acuerdo entre Tito y los soviéticos del 29 de septiembre de 1944, el grupo de ejércitos al mando del mariscal Fiódor Tolbujin junto con unidades partisanas marchó sobre Belgrado. El 12 de octubre, en conjunción con las fuerzas que el día anterior habían tomado la importante ciudad húngara de Szeged más al norte, capturaron Subotica. Tomaron Niš el 15 de octubre tras medio mes de ofensiva. Con el Ejército Rojo y los Partisanos a las puertas de Belgrado, ya el 4 de octubre el Gobierno de Salvación Nacional había sido disuelto, y dos días después Nedić huyó a Kitzbühel, vía Viena, en la Austria ocupada, donde recibió protección alemana.
El 20 de octubre de 1944, las tropas partisanas y el Ejército Rojo finalmente tomaron Belgrado en una operación conjunta. La capitulación de Belgrado precipitó la retirada alemana de los Balcanes. Las tropas soviéticas y partisanas continuaron las operaciones, especialmente en el área de Niš y Leskovac. Estas fuerzas también fueron responsables de cortar la principal ruta de evacuación del Grupo E del ejército alemán, a lo largo de los ríos Velika Morava y Južna Morava. El Grupo E se vio entonces obligado a retirarse a través de las montañas de Montenegro y Bosnia, y fue incapaz de reforzar a las fuerzas alemanas en Hungría. Por su parte, el 3.er Frente Ucraniano irrumpió en Kraljevo y finalmente cortaron la carretera de Tesalónica a Belgrado. Unidades de partisanos, junto con el 10.º Cuerpo de Infantería soviético (2.º Frente Ucraniano), desplazándose a través del Danubio, desarrollaron una mayor ofensiva desde el noreste contra las últimas posiciones de la Wehrmacht en Belgrado. Se despejó la margen izquierda del Tisza y el Danubio, liberando también las ciudades de Pančevo y Novi Sad. Entonces las fuerzas de Tolbujin se dirigieron hacia Hungría, con la misión de reforzar el Sitio de Budapest, dado el interés de Stalin por conquistar la capital húngara.
Los Grupos de Ejércitos E y F se dirigieron después hacia el noroeste, manteniendo abierta una ruta secundaria para evacuar sus últimas fuerzas de Macedonia, Albania y Montenegro. Las últimas unidades de la Wehrmacht en los Balcanes iniciarían su repliegue definitivo. Tras la ofensiva de Belgrado, los partisanos continuaron con la liberación de Yugoslavia, y para finales de año, la mitad oriental del país (Serbia, Macedonia, Montenegro y Dalmacia) había sido liberada completamente.
Tolbujin, por su parte, detuvo su avance hacia el oeste por orden del Estado Mayor soviético, poco después de capturar Belgrado. El alto mando soviético le ordenó, al contrario, dirigir sus fuerzas hacia el noroeste para cooperar con las unidades del Malinovski en la campaña húngara.

### Frente de Croacia

Mapa de la antigua Yugoslavia bajo ocupación alemana, durante 1944.

En 1944 el país, al igual que otros satélites como Hungría o Eslovaquia, se hallaba bajo ocupación militar germana, a pesar del mantenimiento del Gobierno o de sus fuerzas armadas. Un intento de golpe de Estado de algunos miembros del Gobierno y de ciertos militares contra Pavelić con el fin de alcanzar la paz con los Aliados fue descubierto y sofocado. Con el cambio de bando de Rumanía y Bulgaria a finales del verano de 1944 y el avance de las tropas soviéticas hacia Europa central, la defensa de Croacia se volvió importante para los alemanes como baluarte de su frontera meridional, y Pavelić logró finalmente el respaldo definitivo de estos a partir de septiembre. El relevo del general alemán Glaise-Horstenau y el aplastamiento del intento de mediación con los Aliados selló la victoria política de Pavelić y su asociación definitiva a la suerte de Hitler.
Tras un inútil llamamiento de los obispos croatas a respaldar al Estado y rechazar las conclusiones de la conferencia de Yalta, promovido por Pavelić, realizado el 24 de marzo de 1945, el hundimiento del frente de Sirmia el 7 de abril condujo a la llegada de abundantes tropas y refugiados a la capital. Se abandonó sin defensa la «línea Zvonimir», a medio construir, que debía resguardar Zagreb por el Este y el 28 de abril Pavelić comunicó a los altos mandos y jerarcas del partido la imposibilidad de continuar la resistencia dados los reveses militares y la inminente retirada alemana. La tarde del 5 de mayo el Gobierno y las unidades militares se retiraron de Zagreb hacia el Noroeste, maniobra que se realizó paulatinamente durante los tres días siguientes. El final llegó con la toma de Zagreb por los partisanos la tarde del 9 de mayo de 1945, sin encontrar resistencia.

## Consecuencias
Antes de finales de 1944, la ofensiva soviética había supuesto la caída y el desmantelamiento de su sistema de gobiernos colaboracionistas en la zona: el Estado Independiente de Albania, el Gobierno de Salvación Nacional de Serbia, el Estado Helénico y el Estado Independiente de Croacia. Muchos de los antiguos líderes colaboracionistas fueron capturados y ejecutados durante la posguerra, aunque otros, como el croata Ante Pavelić, lograron escapar al exilio.
Durante el transcurso de la campaña, Churchill y Stalin mantuvieron negociaciones sobre un hipotético reparto de zonas de influencia en los Balcanes, de cara a la reorganización territorial de Europa en la posguerra. Así pues, ambos líderes acordaron que Rumanía y Bulgaria quedarían situadas en la esfera de influencia soviética, mientras que Grecia quedaría bajo control británico. El caso de Yugoslavia sería especial, ya que ésta quedaría repartida entre británicos y soviéticos en un 50 %.